# Carife
Carife – miejscowość i gmina we Włoszech, w regionie Kampania, w prowincji Avellino.
Według danych na 1 stycznia 2022 roku gminę zamieszkiwało 1291 osób (630 mężczyzn i 661 kobiet).